# Lucusse
 Lucusse  é uma cidade e município angolano que se localiza na província de Moxico.
Anteriormente uma vila-comuna do município de Moxico, em 5 de setembro de 2024 foi elevada a condição de cidade e município da província de Moxico.
O município é constituído apenas pela comuna-sede.

## História
No passado Lucusse foi a capital-sede de um dos entes componentes do Império Lunda, denominado Reino Calambas do Moxico; era um Estado vassalo.